# 誠のサイキック青年団
『誠のサイキック青年団』（まことのサイキックせいねんだん）は、朝日放送ラジオ（ABCラジオ）で毎週日曜深夜に放送されていたラジオ番組。1988年4月3日放送開始。最終放送日は2009年3月8日。略称は”サイキック”。

## 概要
番組開始時は『MAKOTOのサイキック青年団』であったがアルファベット表記の芸名から本名への改名を機に本番組名に変更。
パーソナリティの北野誠と竹内義和が、世相から芸能、政治、経済、艶笑噺に至るまで幅広い分野の話題を取り上げトークを展開する大阪のラジオ番組。深夜だからこそ言える、近畿ローカルだからこそ言える本音トークが特徴の長寿番組であった。世の中の様々な事象について、何でも鵜呑みにせず斜に構え、演者独特の視点と語り口で面白おかしく主観に基づく推論で断定（決め打ち）し、常識や原則からは説明し難く逸脱、又は偏差を起こしている対象に能動的な解釈を試みつつ、看過しがちで瑣末で偏執的な事象についても"濃い"話題として深く掘り下げ、憶測や持論と笑いを交えて考察していた。番組は放送開始当初より「有害放送」「毒電波」「情報判断番組」と称し、ジングルにおいても「不快なら聴かなくていい」「嫌ならスイッチを切って寝なさい（深夜番組であるため）」という聴取者を突き放したスタンスを取っており、番組聴取にあたり「聴く側も一定のレベルを持って欲しい」とハードルを設け、番組の存在を快く思わない声には周波数を変えるように勧めていた。

## 歴史
北野のレギュラー番組だった『本気ナイトパフォーマンス』（関西テレビ）でホラーをテーマにした企画に竹内が評論家として出演。TVドラマのパロディを演じていた北野に瞠目していた竹内は収録が終わった休憩の際、当時、雑誌で執筆していた大映テレビが製作するドラマに関するコラムを北野に手渡し、互いに着眼点に共通するものを感じ意気投合。竹内の「秘密の部屋」と称する場所でプロレス、政治、芸能、アイドル、オカルト、特撮、猥談、大阪スポーツ、エマニエル坊や等、様々な話題で一日濃密な会話をして過ごし、同番組の骨子ともいうべき方向性が決まる。番組の打ち合わせ（らしきもの）はこの一回のみで、本放送の各収録において事前打ち合わせは行っていなかった。望む仕事にありつけず燻っていたABC新入社員の板井昭浩が新番組の立ち上げを企画し、北野に打診。北野が竹内に一緒にラジオ番組したい旨を明かし竹内も快諾する。
「秘密の部屋」での会話をそのまま番組に出来ないものかと考えた北野だったが、この時の竹内はまだ一般人に等しく、仕事を共にするにしても番組として成立するのか逡巡。ラジオ関係者や板井に竹内を紹介し、竹内は数本のレギュラー出演、担当と構成をこなし、「番組として成立する」と判断。板井が「潜在的アナーキーを有機化する」というロバート・フリップの発言を番組コンセプトの下敷きとして企画書を作成・提出し、新番組として承認された。
割り当てられた番組枠は笑福亭鶴瓶と新野新がパーソナリティを務める『ぬかるみの世界』（ラジオ大阪）の裏の枠であったが同番組が日曜深夜、関西ローカルの看板番組として成熟している今だからこそ、結果度外視で裏の枠で自分達なりに自由に喋ろう、聞いてくれる人は聞いてくれると計算し「一年続ける」という目標を立て北野、竹内、板井の3人体制で本放送スタート。放送初回、ヨタ話を軸にしたトークの内容に反応したリスナーの投書が番組宛に寄せられ、その反応に手ごたえを掴む。
スポンサーがつきにくい日曜深夜という時間枠という事もあり開始から暫くは提供無しで放送。アイドルの冠番組隆盛の当時、他番組や前番組のアイドルファンのリスナーらが周波数を変えない（合わせる）ようにと妄想や邪推、下世話で下卑た雑談はM1層を狙った上でF1層も取り込むという意図的な構成で、リスナーの投書に難癖、苦言、吊るし上げと投稿者と対立するトークも折り合わせて、狙い通り大量の「投書」が番組宛に寄せられる。目標だった1年間の放送を乗り切り、一定数の聴取者の取り込みの成功と並行して数人のスタッフやブレーンが本番組に加わる。
番組発足時のメンバー3人は当初から「3年も持たない」「5年も放送出来たら立派」と述べていたが、後に「内輪でサイキックが必要無いと判断した時点で番組終了」のスタンスに変化していった。しかし結果として北野の謹慎とともに終了した。2009年2月22日放送分で、同年3月29日での放送終了を告知。3月1日・8日の放送は行われたが、3月15日・22日・29日の放送は行われず、ラテ欄に「終」の表記をされないまま事前告知無しの予定より前倒しで番組終了。同年3月8日が放送最終回となった（後述参照）。結果的に放送期間20年11か月の長寿番組となった。

## テーマ曲
- オープニングテーマ - 1988年4月～6月 矢口博康『Gollila Onomotopoweia』、同年6月～2009年3月 Iggy Pop『Real Wild Child』
- エンディングテーマ - Lou Reed『Coney Island Baby』

公開イベントにおいては『Real Wild Child』と『Coney Island Baby』の2曲がOPとEDに使用されていた。

## 配信・聴取形態
ABCラジオのみで放送された番組であり、放送対象地域上は関西ローカルであったものの、日曜深夜という他の民放の中波放送局が放送を停止している時間帯に放送されてきたことから、電離層の消滅による中波電波の広範囲伝播などの条件次第で遠距離受信も可能であったため、関西地区以外の深夜ラジオリスナーからも人気を集め、遠くは日本海側や九州、関東方面に至るまで数多くの番組リスナーがいた。かつては有線放送でABCラジオが広範囲において区域外再放送されていたこともあり、そちらを聴いていたリスナーも存在した。2000年代よりブロードバンドによる有料放送が開始され、聴取可能エリア外でもクリアな音声で楽しめるようになった。ただし、携帯電話を用いてのパスワードの取得が必要で、また著作権の関係上、CMとコーナーの間に挿入されるジングル及び『今週の一曲』はカットされていた。放送時間は途中幾度かの変更を経たが、番組終了時点では毎週日曜25:00 - 26:45の時間帯で落ち着いていた。元々は生放送であったが、2008年から北野が月曜の早朝に生放送で放送されている東京のテレビ番組に出演していた都合上、録音に切り替えた。収録日は毎週金曜に実施することが多かったため、録音放送では、時事ネタに若干対応しきれていなかったケースもあり、選挙結果についての話題を取り上げるか否かは、番組の収録が実施される日によるところが大きかった。聴取率は、1%を前後。同時間帯のFM局を含む他のラジオ番組制作者が本番組の内容と数字が伴っていない事に首を傾げるという風聞がパーソナリティの耳に入るという占有率の大きさであった。聴取率1.3%を出した回では板井が青ざめ、翌週の放送で0.7%に落ちた時は安堵するという逆の反応を見せていた。
この番組に対し好意的で熱狂的なリスナーのことを、番組では『サイキッカー』と呼んでいた。また、朝日放送が学生向けに配布する会社案内では「ABCラジオの『裏』看板番組」として紹介されていた。とはいえ、かつて番組でグッズを作る際に寄せられた複数の投稿によると、番組で取り上げる話題が瑣末で先鋭的なため、番組の指向に反感を持つに至った元サイキッカーも存在するため、自身がサイキッカーであることを積極的に公言する者は少なかった。しかし、パーソナリティたちは仕事で機会ある毎に有名人やテレビ番組のスタッフなどからサイキッカーであることを告白されるという。

## 出演者

### レギュラー
北野誠
松竹芸能所属のタレント。「まこっちゃん」「まこっさん」。司会進行、ドナリ、ジングル、投稿の読上げ、提供紹介、を担当。ノリツッコミを多用し、共演者の発言を可能な限り拾い、ツッコミを入れる。
竹内義和
コラムニスト、作家。「竹内さん」「兄貴」。俎上に上がったテーマの評論、推察（邪推）、猥談を駆使。共演者が絶句するほどの邪な下衆の勘繰りをした場合には「戻れ！竹内！」「ドアホ」「オッサン」「お前」と発言を妨げられて邪険に扱われる。自称オナニスト。

### 準レギュラー・制作スタッフ
板井昭浩
ABC社員でディレクターとして番組の創立に携った人物。「イタイ」「イタさん」「デーマン」（D万）。準レギュラー出演時はジングル及び「今週の一曲」の選曲担当。洋楽、洋書、映画、海外スポーツ、TV及び音楽業界事情、ワイン、シャンパン等の話題を提供。2000年初頭に社内異動でTVの編成に回されお笑い番組を構成する立場からの話も得意としていた。社内異動により2005年には収録に立ち寄る程度で、出演頻度も少なくなりフェードアウト。
平野秀朗
放送作家、映画評論家、『ABCアシッド映画館』の館主。「ヒデアキ」「ヒラノ君」。主に映画作品批評、ハリウッドゴシップ、TV邦画業界事情を担当。1997年から番組出演。その当時は板井に次ぐ頻度での出演だったが、板井が社内異動で本番組に出演できなくなってからシフトする形で板井の枠を受け継ぐ。『探偵!ナイトスクープ』等を手がけている経験から、構成する立場からの視点での評論、考察を得意としている。他には風俗店に勤務する女性やバーのカウンターに立っている女性経営者の口説き方等のトークを駆使し、進行の北野を無視して竹内と熱弁を奮っていた。
上記2名を番組上「カプセル怪獣」と呼称し本放送には遅れ参加で出演。本来はパーソナリティ2名の加熱、脱線するトークを軌道修正する役目であるが、会話に割り込もうと持ち出した話題が互いのトークをさらに加速させ、結果、激しさを極める内容となる事がままあった。板井、平野の他に、通販商品購入担当「キング・オブ・カモ」として放送作家の平井浩一、ディレクターの山本正勝、ミキサー担当ジャンプ藤井らは数度の単発出演の他、番組本にも寄稿。

### ゲスト
パーソナリティと制作スタッフのみで進行することが多いこの番組にも、年に数回という非常に低い頻度でゲストが訪れることがあった。特に浅草キッド、大川興業、大槻ケンヂらは定期的にゲスト出演しており、番組内で話題に上ることが多いため、この番組の印象や方向性を形作る要素の一つになっている。また、彼らのような番組のカラーに合った人物以外にも、レギュラー両者に縁がある人物や、かつてこの番組のリスナーで後に著名になった人物、その時々の話題に合わせた人物をゲストに招くことがあった。関西で行われるイベントの告知を兼ねて出演する人物もいた。

## 番組構成
その時の雰囲気や、細かな変遷などあったが大まかにはOP曲が流れ番組名の「ドナリ」で番組スタート、序盤は北野が一週間に見聞した体験談で始まり、中盤は準レギュラーを加えてのトーク、コーナーを経て、終盤は投稿を元にトーク、エンディングといった流れであった。

### コーナー
CDプレゼント
抽選で希望のCDをプレゼント。初期企画。
積み立てクイズ
投稿枚数予想。番組初期企画。
噂は回るよ芸能界
芸能界に関する噂話や都市伝説を邪推（推論）も含んで語ったり検証する企画であったが雑談の比率が大きく、コーナーで仕切った意味も無くなり、なし崩し的に消滅。
答えの言えない積み立てクイズ
有名人の私的な事柄などを名前を伏せて紹介し、人名当てクイズとしてリスナーに出題するコーナー。基本はパーソナリティからの出題だが、稀にゲストが出題することもあった。賞金は毎回2万円で正解者が出なかった場合、その賞金はキャリーオーバーとなり、正解者が出るまで加算された。コーナータイトルが示す通り、原則として正解を発表しないため、当選したリスナーにしか正解が分からないようになっているがサイキック・ミーティング内での質問大会において質問すると、正解が公表されることもあった。
パーソナリティ同士がその場で筆談で答えを確かめ合うこともあった。番組本でも巻末でクイズの問題が書かれていたものもあり、正解についてもイニシャルで書かれていた。ごく稀に「言ってもええやろ」と判断した場合は『答えの"言える"積み立てクイズ』となり、実際に次回の放送で答えが発表されたこともあった。ネタ切れのため、2008年末をもって休止。
今週の一曲
「他（の番組）では掛からない、掛けたくない」新譜一曲を掛ける。
集英社のコーナー
2004年から加わった集英社の新刊漫画の紹介コーナー。2008年6月30日放送分を以て終了。クレジットでは出ないが、実は2009年3月8日の番組終了まで、集英社はサイキックの提供スポンサーであった。

### 投稿
トーク中にリスナーからの投稿を紹介することはあるが、いわゆるネタハガキを募集するコーナーはなかった。元アイドルが出版した写真集についての意見や、番組中に取り上げられた事件の体験談や当事者側からの裏事情及び内部事情。また鉄道ファンに代表される各方面の事情通からの訂正・追加情報などが送られてきた。特に常連投稿者からの文面は、パーソナリティたちへの簡単な挨拶に始まり、冒頭は「……のことではなく、……のことでもありません。」と、主旨とは直接関係のない話をマクラに振るのがお約束となっていた。誇大妄想、被害妄想的な持論や、狂信的な脅迫文など、未だにひきもきらずに送られてきている旨を明かすが、番組内で取り上げられることは（つもりも）無く即刻ボツとなっていた。代わりに発言の真意を汲み取らない筋違いの反論や糾弾等の投稿は、番組上で徹底的に晒し上げられる。投稿は郵送FAXの他、電子メールを用いて投稿することが可能だった。過去、最大の反響は北野家が蒙った「日本テレコム・おとくライン」不通トラブルのマニュアル対応のトークで、同サービス利用者や業界関係者からの窮状と悲鳴の投書が番組宛に大量に寄せられた。

### トーク
番組誕生の経緯からトークの主体は「仲間内で屯している時の雑談」「居酒屋のTVを見ながら難癖をつける酔客の独り言」に重点が置かれていた。
定番ネタ
特定の有名人を話題に取り上げて「カツラ（ヅラ）着用者ではないか?」あるいは「同性愛者ではないか?」などといった疑惑を向けた筆談がよく行われた。特に番組内で「御大(おんたい)」と呼ばれる有名な作曲家のカツラ疑惑については、彼が北野の仲人であるにもかかわらず、疑惑ではなく既成事実としてしばしば話題に上る。他にも、TVでは明るく柔和な落語家が深夜の飲み屋では一変して恐い面を見せる、ある後輩芸人は女性に対してあまりにも非常識な言動を吐くなどといった様々な芸能裏情報ネタが頻繁に語られた。これら定番ネタになる人物は、北野や竹内の親しい人間であることが多かった。
映画
映画パーソナリティの平野が準レギュラーであることや、竹内がハリウッド進出を狙って企画を練っていたことから、旬なものからカルトなもの、果ては話題作の先取り情報など、映画の話題がしばしば取り上げられた。また、独自の取材により特撮技術やランキング、プロデューサー事情などにも詳しい。北野の「この映画おもろいんか?」（この映画は、面白いの？）の問いに対して、率直な平野の反応が聴き所であった。『シベリア超特急』の大どんでん返し、『北京原人 Who are you?』の北京原人登場シーン、構成そのものが破綻している『デビルマン』は番組お墨付きのB級バカ映画である。数週に渡り絶賛した映画は『羊たちの沈黙』、『クレヨンしんちゃん 嵐を呼ぶ アッパレ!戦国大合戦』、『クレヨンしんちゃん 嵐を呼ぶ モーレツ!オトナ帝国の逆襲』、『クローバーフィールド/HAKAISHA』等。
宗教
「とりあえず先立った者らに手を合わせる事が大事」との立場を取り、信仰の代償としての対価を過剰に求めるという教義と、信心の多寡で幸不幸が決定するというシステムには警告を発し、そもそも今を生きている末裔に罰と称して祟り、精神的にも金銭的にも負担を強いらせるような了見の狭い神様仏様は如何なものかとの疑問を呈していた。
怪談
毎年お盆の時期には、パーソナリティたちの心霊体験やリスナーから報告される心霊体験など、怪談のみで構成された『怪談特集』と題した回が放送された。オカルトは信じないが原因不明の不気味な出来事は確かにあるというスタンスで、自分自身が味わった体験や他人から聞いた怖い話を紹介していた。電気機器に必ず影響が出るというのが共通の認識であり、番組のオンエア中には音声に不可思議な声や異音が混じったりする。初期の生放送時代にはスタジオが騒然としたこともある。有名なもので「大江山のUFO基地」「かぐや姫コンサートの怪音声」等がある。2008年にABCの新社屋で番組の収録が行われた際にも、音声に異音や声のような音が混じった放送となった。
テレビ番組
関西のテレビ局各局で現在放送中のテレビ番組について批評をすることがあった。クール毎に内容が入れ替わるテレビドラマは定期的に批評を行っていたが、それだけに留まらず、NHK教育テレビやサンテレビで放送される番組といったマイナーな番組にもスポットが当てられ、テレビCMも批評の対象になっていた。リスナーから報告されたどんな瑣末なテレビ番組も「ああアレね」と事もなげに追随する竹内は、仕事をしながら画面をチェックしているというが、その幅広い視聴範囲は驚くものがあると北野たちは認めている。
政治、選挙
「どんな素晴らしい政治理念であろうとも権力を持った時点で腐敗する」として与党に対し辛辣な意見が多く見られた。また選挙直後の時期には、泡沫候補を話題に取り上げることも多く、1993年の衆議院選挙に京都1区から出馬して「マッカーサーから日本の全権を譲り受けた」と主張した斉藤旾義（通称「京都の斉藤さん」）をはじめ、東郷健、内田裕也、又吉イエス、羽柴誠三秀吉等が話題となった。また、選挙の際に流布される怪文書についても話題に上がっていた。しかし供託金の引き上げになどによる選挙費用の高額化や小選挙区制などにより、特色ある候補の出馬激減に憂いていた。番組内で盛り上がった政治家は末広まきこ、中西一善、姫井由美子、山崎拓等。
かわいいモノ
世間的に「かわいい」「親しみのある」キャラクターや人・動物に対して、実はそうではない隠された一面に注目する独自の考察をすることが多く、例として某有名タレント、非常に権利関係にうるさいディズニーのミッキーマウスやパンダ、映画「子猫物語」、イルカに至るまで斜に構えた裏読み（邪推、下衆の勘ぐりとも）をする特徴がある。上っ面が良いものは何でも疑ってかかる姿勢はこの番組の根底を成し、"見えているものが全てでない"、"心眼で見よ"、"業で抜け"などに通じる。同様に、人の良さそうな神田川俊郎、蛭子能収、動物王国を築いた畑正憲もしばしば話題に上っていた。
怪しいモノ
超能力が身につくアイテム、呪いの道具、”絶対に儲かる”ビジネスマニュアル等の他、購入すれば途端に労せずして大金が転がり込み、女性が群がり性交に事欠かないという開運グッズといった怪しい商品をが実際に購入し、届けられた品のショボさ・ダメさ加減を検証して反面教師的に身を以て青少年を戒める（自称）という企画。しかし、とある開運グッズで偶然か必然か、牧野エミが結婚を申し込まれたというハプニング（後に結婚）があった。また、購入したバイアグラもどきの怪しい精力剤を北野が試してみるも結果は腹を下すこととなった。
流出モノ
女性アイドル、女優、女性声優などの性交が流出したと謳うビデオを購入し、分析。「似ていると念じれば本人に見えなくもない」「顔も確認できないほど照明が暗すぎ」「隠し撮りというが画面を見る限り三脚と照明とホリゾントを使用しているように見受けられる」「本人の写真とビデオの人物の耳の形が違う」「そもそも洋ピン」とそれまで購入したビデオ全てにおいて決定的な確証に欠けていたが、ハンディカムやカメラ付携帯電話の普及と共に本物の女優やアイドルのプライベート画像が流出し、書店の店頭で購入する事が可能な時代となり、購入者が番組宛に書籍を郵送していた。
いなたいモノ
旧角座の楽屋における芸人模様、倦怠感が漂い常態化した雰囲気、限られた界隈でしか通用しない形骸化した慣例・習慣、一見を寄せ付けない常連で固められた暗黙のルール。
ケンさん
色々なケンさん。
聖地
「サイキックの聖地（メッカ）は京橋（ - 蒲生四丁目）にある」、と北野・竹内は声を揃える。北野が生まれ育った場所であり、サイキッカーには有名な喫茶店「喫茶・泉」（最近改装されて別の店になり「泉」の看板を降ろした。鉄板の上で音を立てて焼けるウナギなどが有名だった。）、竹内がよく顔を出すというレンタルビデオ店、サイキックのスポンサーの本店、元ヤクルトの捕手八重樫似のオバちゃんがいるという古本屋、"カツ"が店名につくにもかかわらずカツは置いていない大衆酒場「カツ一」、等が京橋界隈にある。「京橋は〜ええとこだっせ♪」の歌い出しで、そのCMが有名な京橋グランシャトービル内に鎮座する、年増のホステス嬢が多数在籍するキャバレー「香蘭」と、その近くにある「天守閣」は、絶対に外せないスポットである。
ミュージシャン
しばしば、内田裕也、B'z、長渕剛、X JAPAN、THE ALFEEなどのミュージシャンの話題が出る。その武勇伝、懐具合、家族の商売、偶然知り得た邸宅の様子などディープでインサイダーな情報が提供される。また、岡村靖幸、槇原敬之、米良美一、エルトン・ジョンなどある意味個性的なアーティストの話題は繰り返し好んで語られていた。
作家ほか
自己陶酔的な作品や手っ取り早く売らんがなという姿勢が露骨に感じられる作家にはベストセラー作家とて手厳しく、栗良平、中谷彰宏、326、辻仁成らには作家として、またはそれら書かれている内容に対して盲目的に共感、心酔する読者や、精査もせずそれをさももっともらしく取り上げる風潮は如何なものかという意見を呈していた。一方で『永遠の仔』、『流星ワゴン』、『告白 (湊かなえ) 』のように感動した作品を北野が熱心に語ることがあった。
テーマ
取りとめの無い雑談が基本であるが、過去にいくつかテーマに沿った企画があり原発や中絶（の是非）などハードなテーマを扱ったこともあった。また強制捜査が入ったオウム真理教（サリン事件）と警察の権力、社会の基盤に飲み込まれていった全共闘世代、などについて小林よしのり、鈴木邦男、塩見孝也らをゲストに招き討論を行った。
その他ネタ話
北野がやっているインターネット株取引ネタや競馬ネタ、プロレスネタ、全国共通おこめ券、不発弾収集愛好家、俳優仲間の先立つ死を嘆く森繁久彌、雑誌常連投稿者、超電子バイオマン、鉄ちゃんネタ、竹内の心眼と独自解釈で断定を行う女性タレントの写真集ネタ、『探偵!ナイトスクープ』での取材ネタ、UFOやオカルトの話題、都市伝説ネタなど、番組中に取り上げられる話題は枚挙に暇がない。また、『女のみち』のヒットによるぴんからトリオの内紛劇や芳野藤丸の伸びたブリーフ、矢沢永吉のルイジアナ商法、ジョニー大倉の懸垂墜落、アントニオ猪木の金策と債権のバトル、妬みも含めた辻仁成の動向、最早会話はおろかお互い目すら合わせようともしないレツゴー三匹の軋轢、エルトン・ジョンの装身具と浪費癖、ジョン・デンバーの投機目的による石油備蓄とガス欠が原因の飛行機墜落、タイガース時代の岸部四郎の凱旋帰国と音の出ないタンバリンと出演番組『ルックルックこんにちは』降板後の没落、クリスチャン・ラッセンの手淫好き、微に入り細に穿った勢いで作品の結末まで解説してしまう浜村淳の映画解説や彼の冠ラジオ番組『ありがとう浜村淳です』についての近況報告、元プロ野球選手柴田勲のトランプのジョーカー柄のセーターを着てのトランプ賭博現行犯逮捕と釈明記者会見、竹内らオタク仲間のたまり場となった果てに閉店に追い込まれた司会者大久保怜経営の喫茶店「怜」、泥酔した挙句にタクシー乗車時「自動車電話が無い」と激怒して運転手の頭を蹴り上げた松平定知、陰茎露出が東京スポーツ一面の大見出しになった落合福嗣、経歴から「お笑いマンガ道場」を抹消している川島なお美、キダ・タローの架空引退イベントプロモートなど、定番ネタとして語り続けられていた。

## 番組外での活動
サイキックTV
1990年11月16日に、ABCテレビの深夜枠『フリーチャンネル』内で90分番組で放送。北野と竹内が座る前のテーブルに赤色灯が置かれ、彼らが放送コードに引っ掛かる様な内容のトークを始めると赤色灯が回転するという仕様の下で行われていた。番組リスナー独特の雰囲気を醸す観客席の様子や、番組放送初期のネタである大江山のUFO事件話、当時話題になった写真集や大スポの見出しの考察など、果ては板井のダンスなどといった必見のシーンが満載だった。板井は、この番組のナレーションも担当していた。レギュラー番組化の話もあったが立ち消えとなる。
サイキック・ミーティング
毎年夏から秋にかけ、トークライブイベント『サイキック・ミーティング』が行われていた。その後、大学の学園祭などに招聘されていたが運営、安全上の問題で会場を京都市円山野外音楽堂へと移動。『おでかけサイキックミーティング』の名で以後、番組の代表的なイベントとして定着することになった。イベントでしか流すことの出来ない北野が企画したオープニングビデオから始まり、出演者のトーク、サプライズゲスト他の出演タレントの1本15分ルールの新ネタ発表。『答えの言えない積み立てクイズ』の答え合わせ、等の他。来場者の「友人の知り合いから聞いた実話」といった都市伝説の類を検証、推察する大喜利形式のトークセッション、握手会が行われていた。このイベントは主に関西で開催されていたが、東日本のリスナー向けに東京でも開催されることがあった。過去には徳島市や岡山市などでも開催されたことがあった。会場で録音する者は散見されていたが、後年あからさまに録音を行う者が出始めたために厳重注意を強化。内容が内容だけに録音する者は即刻会場からつまみ出されていた。また、インターネットの掲示板などで積み立てクイズの答えをばらす者も出てきたため、それも絶対に止めるよう叫ばれた。
2008年夏のイベントより、名称が『濃い口トークミーティング』と変更された。ただし、こちらはあくまでも松竹芸能の主催であるとしていた（同年6月15日放送分より）。
番組グッズ
イベントが開催されるたびに番組ステッカーが企画され、来場者には無料で配布される。また、携帯ストラップやタオル、パンフレット等の番組関連商品が年ごとに企画され、イベント会場において販売されていた。中でも利益幅の大きいタオルの販促は反面、在庫を抱える事になると甚大な負債を抱える危険があるため、パーソナリティ自らタオルの質の良さと値段の手頃さを強調し、番組内で来場者に向けて購入を嘆願していた。
サークル活動
『サイキック研究会』の看板をあげた学生による番組リスナーのサークルとして立命館大学と神戸大学の二校が活発に活動を行っていた。立命館大学では学園祭の一環としてその後恒例となるイベントの起源を主催。途中、人員整理などの運営面でトラブルが相次ぎ、会場を円山野音に移動。2005年に同研究会が解散した後も、別の有志が主催者となり続けられていた。神戸大学では例年11月の同大学学園祭期間中にトークライブを主催。こちらは学内講堂にて開催し、講堂が満員の場合は別室にて中継映像を放送するという形になっていた。しかし、同サークルは活動自体が縮小気味であり、2005年には午前中しか会場が確保できなかった影響により中止、代わりに同年12月25日に別のトークイベントが実施され、翌2006年より復活した。他に青山学院大学にてイベントを開催したこともある。
サイキック青年団東京支部
その昔、浅草キッド自ら名乗り出て、業界の情報提供やイベントに参加。
サイキックブラザース 拓と朗
2003年に結成された北野、竹内によるサイドギターデュオ。大槻ケンヂ・アコースティックLIVE at:バナナホールにて初演奏、同時に解散。
ALL NIGHT FINAL PSYCHIC CINEMA
2004年に平野秀朗がプロデュース。京都南街会館にて東宝の映画作品『フランケンシュタインの怪獣 サンダ対ガイラ』『日本海大海戦』『ゴジラ』『幻の湖』の4本立てを上映。番組出演者のトークを交えた1回きりのイベントだった。

## 関連出版物
番組の名を冠した関連書籍
10冊程の番組本を出版。パーソナリティの座談会、エッセイ、竹内の短編小説、番組年表・用語解説などといった内容を掲載。
- 「明解サイキック読本 SECRET FILE」 （北野・竹内・板井） 青心社、1989年8月、ISBN 4915333639
- 「真実主義 明解サイキック読本 II」 （北野・竹内・板井）1990年8月、ISBN 4915333760
- 「大濃告 DAIKOIKOKU 明解サイキック読本 III」 （北野・竹内・板井） 青心社、1991年10月、ISBN 4878920041
- 「誠のサイキック青年団」 （北野・竹内・板井） ワニマガジン社、1993年10月、ISBN 4898292240
- 「サイキッカー」 明解サイキック読本 IV （北野・竹内・板井） 青心社、1996年8月
- 「コン哲 サイキッカー外伝 コンプレックス哲学」 （北野・竹内・板井・平井） 青心社、1997年8月、ISBN 4878921285
- 「サイキック10年ファイル 1988 - 1998」 （北野・竹内・板井） 青心社、1998年8月、ISBN 4878921528
- 「コン哲 サイキッカー外伝 コンプレックス哲学 2」 （北野・竹内・平野・平井） 青心社、2000年8月、ISBN 487892196X
- 「聖戦 サイキック 15thアニバーサリー」 （北野・竹内・板井・平井） 文藝春秋、2003年8月8日、ISBN 4163652604
- 「16年目のサイキック読本」 （北野・竹内・板井・平井） 青心社、ISBN 4878923121

北野、竹内共著による間接的な関連書籍
- 「ザ・サバト 不条理マニュアルBOOK」 青心社、1988年2月

その後慣例化される番組本「サイキック読本」刊行に先んじる書籍。通称「青サバト」。
- 「ザ・サバト 不条理マニュアルBOOK」 青心社、1991年4月、ISBN 4915333922

1988年に出版した同書の新装版。通称「黄サバト」。
- 「ザ・サバト 不条理マニュアルBOOK」 青心社、1997年8月、ISBN 4878921277

1991年版に加筆・訂正したもの。通称「赤サバト」。
- 「おまえが言うな。私的ニッポン改造論」 主婦と生活社、2001年8月、ISBN 4391125455
- 「おまえが言え。ニッポン待ったなし!」 主婦と生活社、2002年4月、ISBN 4391126249
- 「おまえが言うな。2002 暴論の自由」 主婦と生活社 2002年8月 ISBN 4391126702

### 関連DVD
- 北野誠×竹内義和 "濃い口"トークラジオ （ビクターエンタテインメント、2008年8月）

## エピソード

### 番組存亡の危機
日曜深夜の大阪のローカル番組であることから、業界的な裏ネタばらしや過激な発言、妄想を絡めた邪推で盛り上がることがあった。そのためにコアなリスナーを生むと同時に、番組宛てに脅迫文を投書し、俎上に上がった話題を該当団体に通告するなど番組を敵視するリスナーもまた存在し、番組放送開始当初よりアイドル芸能事務所、新興宗教団体らと幾度となく軋轢が生じていた。以下、過去にあった代表的な事例。
アイドル
当時、番組の前に放送されていたジャニーズ事務所のアイドルグループ光GENJIのラジオ番組『GENJI GENKI爆発!!』（ニッポン放送製作）の流れから当番組に周波数を合わせたリスナーも存在し、パーソナリティ自らの経験に置き換えた「一見、爽やかに見える男性アイドルであっても男の子ならば、年相応の性的好奇心をもっており性交をしたい盛り」、「コアなマニアは対象に向けてあらゆる妄想を張り巡らせ、中には見境がなくなっている者も存在する」の持論を展開。「忍者がコンビニで立ち読みしていた」「僕は南野陽子の彼氏」などの出所が不明な投稿を取り上げネタにし、トークの中で勝手な解釈と妄想を付け加える。これがアイドルファンの怒りを買い、南野陽子のファンが書いたパーソナリティ殺害予告、などの「投書」がサイキックに向けて大量に寄せられ、放送開始当初1年はパーソナリティも番組がいつ打ち切られるのかとひやひやしていた。後年、この時期が番組にとって一番辛い時期であったと回想し、竹内は「あれだけ居った南野陽子ファンは、一体どこに行ったんや!」と呻いていた。
新人ADは見た
番組開始から半年経った1988年10月頃、深刻そうな面持ちで電話の前に座している板井を平野が目撃。漏れ聞こえてくる板井の口調から本番組が尋常ならざる事態に陥っている現場を覗き見て狼狽する。放送のテープが送られたジャニーズから抗議があったためで「サイキックを終わらせないとジャニーズ野球大会をABCから引き上げる｣ とまで強く要求されたが、当時の局長クラスにサイキックシンパがいたこともあり、板井の一時的降板だけで済んだという。
舌禍事件
1993年に番組内で山本リンダのヘアヌード写真集を、「誰も見たくない」「溶けたアイスクリーム」等と酷評。翌週の放送で謝罪するも、1ヶ月後に2通の内容証明郵便が北野と竹内の”自宅”に届き、番組に対し1億円の賠償請求、という事態に発展。最終的には番組側の全面謝罪と、朝日放送が6ヶ月間に渡り山本の番組制作を確約する事で決着に至る。一連の騒動をマスコミが取り上げ、会見の場において芸能リポーターの須藤甚一郎が「舌禍」の詳細を質疑応答の形式で質問。これを発端にTV、雑誌が全国的に報じ、騒動になるという結果となった。同時期にこの写真集についておすぎとピーコが酷評しているが、そちらのほうには触れられず仕舞いとなっており、同じ酷評でもローカルであった本番組の方が訴えられて大きく扱われる事となった。後に「この事件を契機に法律関係の知識が深まった」と北野と竹内は述べている。
盗録未遂
上記の番組全面謝罪後、山本側が態度を軟化させ、当時山本のマネージャーが「是非、公開イベントに招待させて欲しい」と申し出て、これを了承。山本の事務所の女性スタッフ一人が招待される。しかしこの女性が一般客に自分の鞄を預けているのを見かけて不審に思ったイベントスタッフが鞄の中を調べたところ、録音機器が入っていた事が発覚。これ以降山本側と番組の接触は消滅する。尚、公開イベントは原則録音禁止で件の女性スタッフがどういう意図で録音内容を何に使用しようとしたのかは不明。
オウム真理教
サンデー毎日やTBSが取り上げる以前に、同宗教団体の活動内容に注目。1989年末、教団儀式の一つ「血のイニシエーション」について「血を飲むなんて魔宮の伝説か」「猿の脳みそ食わすぞ」「ここで浮け」と話題したところ後日教団から番組宛に「告訴も辞さない」旨の告発文が郵送される。この告発を受け局は「裁判に持ち込むより番組内で枠を設けるからそこに出演してもらって反論してはどうか」とオウム側に提案。北野誠、竹内義和、麻原彰晃（当時、教団代表）、上祐史浩（当時、渉外担当）ら4人で討論を行う予定になっていたが、番組出演直前に来阪していた上祐が「急用が出来た」との理由で東京に戻ってしまい、企画はボツになり、その後、暫くしてから坂本弁護士一家の失踪が明らかになった。
板井直電
板井から直接パーソナリティに電話連絡が入る際は大抵が「ABCがえらい事になっている」の第一声で、板井の電話には過敏になっていた。
虎の尾
パーソナリティ各々の東京での活動が多くなるに従い、関西とは違った、決して表には出てこない東京の政治・経済・芸能における裏の複雑な混沌とした繋がりを見て、この番組が如何にタイトロープな事をしているか（してきたか）に気付かされて慄然とする。以来、何かの拍子にどこからか圧力が掛かるのではないのかと警戒し、この番組が扇情的に扱われ喧伝されるのを嫌がっており番組内で「頼むから、そっとしといてくれ」と吐露していた。
スポンサーの迷走
番組改編期、番組にスポンサーが付かない時期があり、パーソナリティ・リスナー共々やきもきしていた。
インターネット
番組のトークイベントに参加したリスナーが内容の詳細をネット上に書き込んだことを知り憤慨。1999年8月15日放送分にて、「イベントは自ら足を運んでくれた人の為だけに催したのであり、パーソナリティとリスナーの信頼関係が築けないようなら番組を続ける意味が無い」と番組打ち切りの可能性も含んだ激しい懸念を表した。
M・Mねずみ事件
大川興業所属の江頭2:50が番組本に寄稿した際、過去に危機的状況に見舞われた具体例として挙げた事件。「M・M」の略称が何を指すのか不明。
苦境
20年以上に渡り放送を続けてきたが、毎年一回は「これはもう駄目だ」という番組継続の危機に晒され、その度毎にABC関係者が間に入り乗り越えてきた事を明かす。

### その他のエピソード
- 番組放送前に先立って出版された企画本『ザ・サバト』を出版するも、紀伊国屋書店梅田本店において行われた出版イベント（北野と竹内のトーク＆サイン会）に集まった参加者は数十人で、販売も振るわず返本の山を抱えるという惨憺たる結果に終わる。しかしこの時の失敗を番組内でネタにし俎上に上げるや、注文が殺到。在庫として抱えていた初版本5000部を売りさばき、さらに重版されることになった。
- 放送初期においては、毎年大晦日から元旦にかけて深夜に『謹賀新年スペシャル』と題した番組の生放送が行われていた。この当時は、紀伊國屋書店梅田本店前の施設ビッグマン前にて番組の公開生放送が行われたこともある。
- ABCラジオ送信設備の工事のため、「ココ（サイキック青年団の放送時間帯）しか工事する時間がない」と放送時間短縮、あるいは放送休止になることもあった。その場合、大抵は26:00までの60分間の放送になるが、2000年2月20日放送分のように稀に15分間だけの放送になることもあった[注 11]。2005年には、7月末から9月の頭まで同じ理由で番組の本放送が休止されたが、その間ブロードバンド有料放送の配信は続けられた。これは、この番組が1週間の最終番組として位置付けられているためである[注 12]。なお、ABCセンターからほたるまち新社屋へ移転するにあたっては、テレビは4時間弱の停波となったものの、ラジオは通常編成とされたため短縮はされず、旧社屋からの最終放送として放送された。
- 『北野誠の世紀の雑談』（TBSラジオ）が放送されていた頃、放送日と時間が奇しくもこの番組と被っていたため、TBSラジオとABCラジオの両方で同時に北野の声が聴けるという現象があった。
- 一度だけED曲が、映画のタイトル曲「フラッシュダンス…ホワット・ア・フィーリング」を元にしたイージーリスニング曲となったことがある（1999年6月13日放送）。これは、名曲がイージーリスニング曲にアレンジされスーパーのBGM等で流れていることに違和感があると指摘があったため。関連してビートルズ「ゲット・バック」（琴で演奏）、翌週には同「ヘイ・ジュード」が番組中に流された。
- 阪神・淡路大震災発生後、在阪放送局が震災報道一色になる中でも「こんな深刻な時だからこそ被災者の中で聞いてくれている人が一人でも居たらバカな話で笑ってほしい」と放送した。
- 録音放送となってから長らくは、26:00の数分前〜26:00の時報直前までが『今週の一曲』のコーナー（曲は時報直前で強制的に打ち切り）で、時報の直後から『積立クイズ』のコーナーを開始、という流れであった。これは、放送局が使用していた録音用テープが当時最長60分のものしかなかったためで、26:00の時報を境に2本目のテープに切り替えていた。ただ晩年は60分超のテープを使用できるようになったため、『今週の一曲』の途中やトーク中にもかかわらず時報が鳴っていた。

## 番組終了までの過程
2008年8月30日 この少し前より「『サイキック』の冠名が何らかの事情によりイベントで使用できなくなり番組が終了する」と噂されていたが、この日開催の『濃い口トークミーティング』（松竹芸能主催）において、北野は「番組続投」を明言した。
11月、番組内で年末に行われる番組公開イベント『濃い口トークミーティング2008ファイナル』の開催を告知するも、その翌週に「諸事情」により中止と発表。合わせて「詳細は問い合わせないように」との要望もなされた。
それ以前の2008年秋頃に出演者や番組スタッフとABC上層部での話し合いの場が設けられ翌年3月末での終了の方向で調整。2009年初頭に同年3月末での放送終了する事で決定の判断を下す。
2009年4月15日、音楽事業者協会に寄せられた匿名の投書によって、ABCラジオ『誠のサイキック青年団』番組内において複数の正会員社の所属タレントに対する長期間にわたる数多くの不適切な発言、誹謗（ひぼう）中傷が多数認められたため協会は松竹芸能と朝日放送（当時）両社に抗議文と調査依頼書を送付。両社は事実と認めた。3月に謝罪、音事協を自主退会した。なお、両社とものちに（2010年6月）再入会している。
2009年2月15日 北野が嘉門達夫の結婚式で同席した高田文夫と飲食店での会話で「番組が終わるかもしれない」と告白、その話を高田が翌2月16日放送の『高田文夫のラジオビバリー昼ズ（ニッポン放送）の中で俎上に上げた。高田の発言で番組終了の情報が錯綜。番組内で公式発表する予定であったが北野のブログ『サイキックブラザース1号』において番組リスナー向けに騒動を詫びる謝罪文を掲載。
2月22日 この日更新の『オリコンスタイル』にて、番組放送終了についての記事が掲載され「他局への移籍やインターネットラジオへの移行など、何らかの形で番組継続を図っている」という"事務所関係者"のコメントを併記（ただし、現記事は発表時の記事に比べ修正、削除されている部分がある）。「インターネットで記事になっている」との報告を聞いた北野はこのオリコンスタイルの記事を22日の夕方頃に閲覧。文中に番組に携わっている限られた少数の者しか知らない番組終了後の活動の情報まで書かれていたため、疑念を持った北野が事務所に向けメールを一斉送信して内部調査を行った結果、イベントの主任で松竹芸能社員が番組リスナーであったオリコンスタイルのスタッフに情報を漏洩していた事が発覚。北野は自らのブログに謝罪文を再度掲載する。北野は漏洩の原因が身内の仕業と嘆き呆れると同時に「オリコンの彼を許さない」と憤る。尚、この漏洩と後の騒動との因果関係は不明。
この日放送の当番組の中で、『オリコンスタイル』の記事に（当時）掲載されていた「今夜の番組内でパーソナリティーが3月末での放送終了する経緯を明かし、最終回の前日となる28日（土）に行われるトークライブを再度開催することもあわせてアナウンスする」との表記通り、同年3月29日の放送分をもっての終了が発表。番組内で「番組は終了するが竹内北野のコンビでの活動は今後も継続する。20年の長きに渡りこのようなならず者二人が放送を続けられたのはABCによる助力も大きく感謝している。」と述べ、同時に番組内でイベントチケットの先行販売を告知。さらに同放送内で竹内北野のトークを交えた『オタクの電脳blog祭』を3月20日の開催を告知。基本的にオタ電blogのイベント（アニメ機動戦士ガンダム関連）なので「番組中止に関する質問は控えて下さい」との要望もあった。
2月25日 『オタクの電脳blog祭』に竹内とのトークライブで出演予定だった北野が「諸般の事情」により出演不可能になる。3月11日にアメリカザリガニ平井が竹内とトークライブを行うと発表された。
3月8日 この日の放送分で3月28日と4月28日に行われる予定だった公開イベント『濃い口トークミーティング』の中止とチケット購入者に対する払い戻しを告知し、その経緯を北野が涙声で謝罪。このイベント中止決定に至る中で出会って以来20数年間目立った諍いも無かった北野と竹内が初めて口論に至ったことを明かす。番組公開イベントの中止は前年11月に続き2回目となるが、前年暮れまで竹内のトークショー『漫力』や北野の株式セミナーなど個別のイベントは告知通り行われていた。またオリコンスタイル修正前の記事によれば、当日のイベント会場において「再びトークライブを開催することも併せて発表」する予定であった。
3月15日 番組開始時刻の25時に「諸般の事情で前回3月8日分の放送をもって最終回」とのアナウンスが流れ、その後フィラー音楽（朝日放送ラジオの社歌のオルゴール）が本来番組の終了時間である26時45分まで繰り返された。予定より繰り上がりでしかも事前告知もない異例な形での番組終了となった。
3月16日 竹内が自身のブログ『竹内義和のどきどきブログ』にて、番組の突然の打ち切りに関し「”僕たち”は納得している」とした上で、リスナーに向けて騒動を謝罪。
3月21日 『角田龍平のオールナイトニッポンR』（ニッポン放送）においてパーソナリティの角田龍平が番組終了を惜しむコメントを送ると共に「Real Wild Child」を選曲。
3月22日 この日放送の『たかじんのそこまで言って委員会』（読売テレビ）においてコラムニストの勝谷誠彦は同時期に自身がレギュラー出演していた『ムーブ!』（ABCテレビ）が終了したことに加え、上記の前倒し終了を挙げて視聴者、番組リスナーを無視したABCのコスト削減編成体質を「信頼を失った」と批判。
3月22日 深夜（23日未明）、25時の時報後、通常放送は行われず、前述のお断りの後、直ちに放送終了・停波した。
この日、北野の著書『死んだら、あかん!』の出版記念サイン会が予定されていたが、理由説明もなく突如中止された。北野はこのサイン会だけがリスナーと接触を図れる場所だと自身のブログ『サイキックブラザーズ1号』で参加を呼びかけていたが、直接番組とは関係の無い個人のサイン会までもが理由も告げられないまま中止となり、多くの憶測を呼ぶ事態となった。
4月10日 夕方頃、北野のブログ『サイキックブラザース1号』が事前告知無しで消滅。閉鎖理由も不明。
4月11日 複数のスポーツ紙が北野の芸能活動休止の記事を報じる。また所属事務所の松竹芸能が、北野に無期限の謹慎処分を下すことを決定。テレビ・ラジオの全レギュラー番組を順次降板する方針であり、関係先と調整に入る。日刊スポーツの取材に、松竹芸能は謹慎処分を下したことを認めるが、理由については明らかにしなかった。
この連鎖的消滅に複数のスポーツ紙やWEB上において「大手芸能事務所、宗教団体が原因か」と憶測と情報が錯綜。一部テレビ番組がこの話題を上げるが、北野や松竹芸能はこの件に関して一切コメントしなかった。
同日、竹内が自身のブログにて、番組終了後も北野とは通常通り連絡を取り合ったり、共に食事をしていて今後も北野との関係は変わらず続くだろうと報告。
4月13日 北野がこの日放送のレギュラー番組『ごごイチ』（CBCラジオ）に出演。番組冒頭で他局のラジオ番組・イベントでの発言で関係者に対し涙の謝罪。合わせて4月末で同番組を降板すると発表。また芸能活動の自粛は自分と松竹芸能で自主的に決めたことを強調。
同日夜、松竹芸能の公式サイトにお詫び文が掲載される。北野誠のラジオ番組・イベントでの発言で迷惑をかけた関係者への謝罪。北野誠を無期限の謹慎処分、関係する役員・社員を懲戒処分にした旨が記される。北野が出演している番組や担当している連載が順次、降板・終了する事を発表。
4月14日 この日の『元気イチバン!!芦沢誠です』（ABCラジオ）にて、桂ざこばが北野に応援のエールを送った直後に「バーニング」と発言。発言意図及び意味は不明。
4月15日 北野がコメンテーターとして水曜レギュラー出演していた『情報ライブ ミヤネ屋』（読売テレビ）を欠席。欠席理由については一切触れられず。
4月16日 この日発売（首都圏）の、『週刊新潮』2009年4月23日号、『週刊文春』2009年4月23日号、の両誌にて北野の不適切発言に関する記事があり、北野が「バーニングの社長はヤクザみたいなもんやから」と、事務所社長である周防郁雄や同事務所関係者を揶揄した事に原因がある説を記事にするが、これに関してバーニングプロダクションの担当者は社長の激昂及びABCラジオ、松竹芸能への抗議は行って無いとして週刊誌の報道内容を否定している。また、この件に「吉本興業が関わっている」との一部情報もあったが、吉本幹部が否定している。
同日 『ナインティナインのオールナイトニッポン』（ニッポン放送）においてこの騒動を取り上げ、岡村隆史が松竹芸能所属で北野の後輩にあたるよゐこにこの騒動について訊ねるが、よゐこも騒動の原因を把握していなかった事を俎上にあげる。
4月17日 この日放送の『探偵!ナイトスクープ』（ABCテレビ）の終了間際に北野が暫く番組を離れる事を発表。
番組の前倒し終了との関連は不明であるが、日本音楽事業者協会に寄せられた匿名投書によって、番組内において複数の正会員社の所属タレントに対する長期間にわたる数多くの不適切な発言、誹謗中傷が多数認められた事に協会は3月中に松竹芸能と朝日放送に抗議文と調査依頼書を送付。両社はこれを事実と認め3月に謝罪して音事協を自主退会するに至る。
4月28日 出演していたレギュラー番組を降板した北野が安倍彰松竹芸能社長と共に大阪市内のホテルで緊急の記者会見を開き、番組内及び番組関連イベントで不適切発言があったことを認め「特定の宗教団体や芸能プロダクション社長を誹謗したことが原因ではなく、番組内で同業者やその関係者を事実に基づかない話をラジオで取り上げて問題となり、謹慎処分については納得している」と説明。安倍も謹慎処分は「適切なもの」と説明したが不適切発言の詳細内容については説明を避けた。この記者会見において騒動の原因が明らかになっていない事に加え、表現の自由の自主検閲に全く説明が無い事に記者から疑問の声があがり、不適切発言とはいえ北野への過剰な処分を問題視されたことにつき安倍社長は幾度か改善策を話し合っていたが、若干対応が間に合わなかった旨を述べる。北野の謹慎期間は無期限としているが芸能界引退については強く否定した。
創価学会黒幕説は、3月28日の竹内のブログ記事タイトルが「そうか、そうか!」となっており、またその前後記事の内容と比べて違和感のある話であった為、一部のリスナーが真相と見做した事から生じた。この騒動に関して竹内義和は自身のブログ（4月12日付）で、「（一部に憶測のあるような宗教がらみのトラブルが原因であるというのは）完全な誤解です」と説明。また、宗教は好きではないが、信仰の活動や権利は守るべきであり、守らねばならないと発言している。
5月8日には、番組審議会でこの番組について、スキャンダルに関連する内容により、議題に上がっている。
5月20日 竹内が自身のブログで「不適切発言」の大半は竹内自身に原因がある事を明かし、北野に全責を負わせるような形になったのはマスコミに要らぬ誤解を与え、問題が大きくなるのを回避するためであったと説明。北野に追随する形で竹内もメディアへの露出は自粛する旨を告知した。
この件について取材を打診されたテレビディレクターの森達也は、「抹消劇」については釈然としないながら、業界内における公然の禁忌と自主規制の双方が過敏に反応しあって事が拡大し、何らかの条件を満たした時点で問題が摩り替わり、結果『牛の首』に似た形になったのではないかと推察している。
7月 板井が創設した『スレッドキングABC』が終了し、『ABCアシッド映画館』では平野が充電期間として降板。その三ヶ月後、10月をもって週一レギュラー放送を終了。
年があけて2010年2月20日、大阪通天閣の地下一階にある天劇の土曜の一回目の公演にて、謹慎明けはじめての復帰舞台で約10分のトークライブを行う。その北野のライブの前にオーケイが漫才をする予定だったが、相方が遅刻、急遽北野のトークが繰り上げで行われた。北野は謹慎中のやしきたかじん(たかじん兄さん)・松村邦洋との交流や、それに関するネタでトークを展開した。
2023年11月、『街録ch〜あなたの人生、教えて下さい〜』にゲスト出演した竹内によると、「芸能界の七奉行」と呼ばれる芸能プロダクションの逆鱗に触れたのこと。
ABCラジオ公式ホームページ「メール＆お便り」内の「終了した番組」欄に本番組の表記は無し。ただ、かつて朝日放送ホームページ内にあった「朝日放送60年の歴史」の『そのときラジオ番組は…』欄の西暦1988年のところに「サイキック青年団」という記述が見られた。
2023年11月22日に三才ブックスから発売されたABCラジオが著者である「ABCラジオ本」にも本番組に関する記載は無く、ABCラジオの歴史上から抹殺された番組となっている。

## サイキックミーティング
2019年8月以降は、半年に一度のペースで主にKBS京都ラジオ「角田龍平の蛤御門のヘン」にて、北野誠、竹内義和、角田龍平の3名でレギュラー放送当時の雰囲気を残したトーク番組を放送している。同番組では元々、竹内が「論説委員長」と称して、月イチ程度のペースで単独出演していた。
- 2019年8月07日 - KBS京都ラジオ「角田龍平の蛤御門のヘン」にて”真夏のサイキックミーティング”なる企画で北野と竹内の両名がゲスト出演。番組終了から10年ぶりとなるサイキック名義のトーク番組を行った。
- 2020年2月01日 - CBCラジオ「北野誠のズバリ radiko 1dayスペシャル」を放送[25]。
- 2020年8月12日 - KBS京都ラジオ「角田龍平の蛤御門のヘン」にて”真夏のサイキックミーティング 2020”を放送。
- 2021年1月20日 - KBS京都ラジオ「角田龍平の蛤御門のヘン」にて”真冬のサイキックミーティング 2021”を放送。
- 2021年8月18日 - KBS京都ラジオ「角田龍平の蛤御門のヘン」にて”真夏のサイキックミーティング 2021”を放送。
- 2022年2月09日 - KBS京都ラジオ「角田龍平の蛤御門のヘン」にて”真冬のサイキックミーティング 2022”を放送。
- 2022年9月07日 - KBS京都ラジオ「角田龍平の蛤御門のヘン」にて”初秋のサイキックミーティング 2022”を放送。
- 2023年1月25日 - KBS京都ラジオ「角田龍平の蛤御門のヘン」にて”真冬のサイキックミーティング 2023”を放送。
- 2023年8月02日 - KBS京都ラジオ「角田龍平の蛤御門のヘン」にて”真夏のサイキックミーティング 2023”を放送。
- 2024年1月24日 - KBS京都ラジオ「角田龍平の蛤御門のヘン」にて”真冬のサイキックミーティング 2024”を放送。

## 番組発祥
- 「濃い○○」-　現在広く一般的に用いられる「濃いトーク」「濃いキャラ」といった「濃い」という表現は番組中板井が発した言葉が起源とされる。
- 具 - 竹内が女性器の隠語として度々使用。元々は 安達祐実出演の「ハウスカリー工房」CMの惹句「具が大きい」から。
- 岸部シロー - 「ルックルックこんにちは」降板の原因となった岸部の逸脱した金銭感覚に注目、返済計画を考えないような目先のお金に対する執着心と金遣いの荒さと悪気があるのかないのかよく分からないキャラクターを発掘。イベントにゲスト出演。
- 本田博太郎 - ダメ映画として取り上げた「北京原人 Who are you?」「デビルマン」の両作品に登場していた本田に注目。後にグループ魂がマキシシングル「本田博太郎 ~ magical mystery UPAAAAAAAAAA!!!!!」を2005年にリリース、ジャケに本田の顔を使用。
- 稲葉浩志邸 - 稲葉邸にて屋内に絵を描く仕事をしていた女性から現場の写真を拝見する機会があり邸宅内部を俎上に上げる。明らかになったのは「エレベーターがあって大きくて広い」。
- ぶってぶって姫 - 姫井由美子。北野が「ぶってぶって姫」と発言、後にゴシップ誌が使用。「ぶって姫」とも。
- パイパニック - 時流に乗じた洋物ポルノビデオの安直なタイトルを話題にし、その当時大ヒットしていた映画「タイタニック」をもじって「パイパニック」というAVのタイトルを話題の中で思いつき後に同題名の洋物パロディAV（原題は「バイタニック」）が販売される。題名を命名した者が本番組を視聴していたのかは不明。
- ホワイトデビル - 後輩の松嶋尚美（オセロ）がファンと公言した人物が順を追って死亡、怪我、不祥事、醜聞に見舞われていた事に北野が驚愕して話題に上げる。別名「白い悪魔」。